# Michael Kapovich

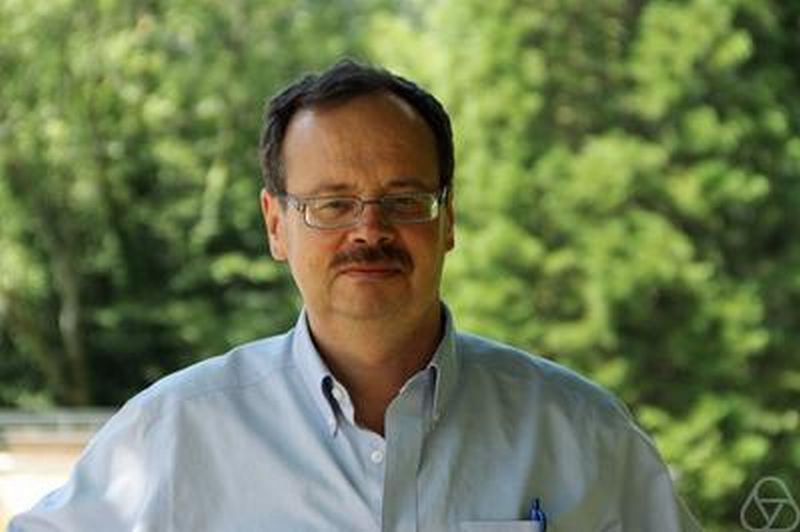
Misha Kapovich, Oberwolfach 2015

Michael Kapovich, auch Misha Kapovich, russisch Михаил Эрикович Капович, Transkription Michail Erikowitsch Kapowitsch, (* 1963) ist ein russisch-US-amerikanischer Mathematiker.
Kapovich wurde 1988 am Institut für Mathematik des sibirischen Zweigs der Sowjetischen Akademie der Wissenschaften in Nowosibirsk bei Samuil Leibowitsch Kruschkal promoviert (Flache konforme Strukturen auf 3-Mannigfaltigkeiten, Russisch). Er ist Professor an der University of California, Davis, an der er seit 2003 ist.
Er befasst sich mit niedrigdimensionaler Geometrie und Topologie, Kleinschen Gruppen, hyperbolischer Geometrie, geometrischer Gruppentheorie, geometrischer Darstellungstheorie in Liegruppen, Räumen nichtpositiver Krümmung und Konfigurationsräumen von Gelenkmechanismen.
Er war 2006 Gastredner auf dem Internationalen Mathematikerkongress in Madrid (Generalized triangle inequalities and their applications).

## Schriften
- Hyperbolic manifolds and discrete groups. Reprint of the 2001 edition. Modern Birkhäuser Classics. Birkhäuser Boston, Inc., Boston, MA, 2009, ISBN 978-0-8176-4912-8.
- mit Cornelia Drutu: Geometric group theory. With an appendix by Bogdan Nica. American Mathematical Society. Providence, RI: American Mathematical Society (2018), ISBN 978-1-4704-1104-6 (Hardback), 978-1-4704-4164-7 (E-Book).
- On monodromy of complex projective structures. Invent. Math. 119 (1995), no. 1, 243–265.
- mit B. Leeb: On asymptotic cones and quasi-isometry classes of fundamental groups of 3-manifolds. Geom. Funct. Anal. 5 (1995), no. 3, 582–603.
- mit J. J. Millson: On the moduli space of polygons in the Euclidean plane. J. Differential Geom. 42 (1995), no. 1, 133–164.
- mit J. J. Millson: The symplectic geometry of polygons in Euclidean space. J. Differential Geom. 44 (1996), no. 3, 479–513.
- mit B. Leeb: Quasi-isometries preserve the geometric decomposition of Haken manifolds. Invent. Math. 128 (1997), no. 2, 393–416.
- mit J. J. Millson: On representation varieties of Artin groups, projective arrangements and the fundamental groups of smooth complex algebraic varieties. Inst. Hautes Études Sci. Publ. Math. No. 88 (1998), 5–95 (1999).
- mit D. Gallo, A. Marden: The monodromy groups of Schwarzian equations on closed Riemann surfaces. Ann. of Math. (2) 151 (2000), no. 2, 625–704.
- mit B. Kleiner: Hyperbolic groups with low-dimensional boundary. Ann. Sci. École Norm. Sup. (4) 33 (2000), no. 5, 647–669.
- mit M. Bestvina, B. Kleiner: Van Kampen's embedding obstruction for discrete groups. Invent. Math. 150 (2002), no. 2, 219–235.
- mit B. Leeb, J. J. Millson: The generalized triangle inequalities in symmetric spaces and buildings with applications to algebra. Mem. Amer. Math. Soc. 192 (2008), no. 896, ISBN 978-0-8218-4054-2.
- Homological dimension and critical exponent of Kleinian groups. Geom. Funct. Anal. 18 (2009), no. 6, 2017–2054.
- Dirichlet fundamental domains and topology of projective varieties. Invent. Math. 194 (2013), no. 3, 631–672.
- mit J. Kollár: Fundamental groups of links of isolated singularities. J. Amer. Math. Soc. 27 (2014), no. 4, 929–952.
- mit B. Leeb, J.Porti: Anosov subgroups: Dynamical and geometric characterizations. Eur. J. Math. 3 (2017), 808–898.
- mit B. Leeb: A Morse lemma for quasigeodesics in symmetric spaces and Euclidean buildings. Geom. Topol. 22, No. 7, 3827-3923 (2018).